# Кубок Ісландії з футболу 2011
Кубок Ісландії з футболу 2011 — 52-й розіграш кубкового футбольного турніру в Ісландії. Переможцем став КР.

## Календар
| Раунд        | Дата                      | Матчі | Клуби   |
| ------------ | ------------------------- | ----- | ------- |
| Перший раунд | 30 квітня - 4 травня 2011 | 19    | 71 → 52 |
| Другий раунд | 8-18 травня 2011          | 20    | 52 → 32 |
| 1/16 фіналу  | 24-26 травня 2011         | 16    | 32 → 16 |
| 1/8 фіналу   | 20-23 червня 2011         | 8     | 16 → 8  |
| 1/4 фіналу   | 2-3 липня 2011            | 4     | 8 → 4   |
| 1/2 фіналу   | 27-31 липня 2011          | 2     | 4 → 2   |
| Фінал        | 13 серпня 2011            | 1     | 2 → 1   |

## Регламент
У перших раундах брали участь команди з нижчих дивізіонів та аматори. Клуби Урвалсдейлду стартували з 1/16 фіналу.

## 1/8 фіналу
| Команда 1       | Рахунок | Команда 2            |
| --------------- | ------- | -------------------- |
| 20 червня 2011  |         |                      |
| Тор             | 3:1     | Вікінгур (Рейк'явік) |
| Гаукар (2)      | 1:3     | Кеплавік             |
| Фйолнір (2)     | 3:2     | Гамар (3)            |
| 21 червня 2011  |         |                      |
| Валюр           | 2:3     | Вестманнаейя         |
| Троттур (2)     | 3:1     | Фрам                 |
| Гріндавік       | 2:1     | Коупавогур (2)       |
| 23 червня 2011  |         |                      |
| Болунгарвік (2) | 4:1 дч  | Брєйдаблік           |
| КР              | 2:0     | Гапнарфйордур        |

## 1/4 фіналу
| Команда 1       | Рахунок | Команда 2    |
| --------------- | ------- | ------------ |
| 2 липня 2011    |         |              |
| Тор             | 2:1 дч  | Гріндавік    |
| 3 липня 2011    |         |              |
| Болунгарвік (2) | 3:2     | Троттур (2)  |
| Фйолнір (2)     | 1:2     | Вестманнаейя |
| КР              | 3:2     | Кеплавік     |

## 1/2 фіналу
| Команда 1       | Рахунок | Команда 2    |
| --------------- | ------- | ------------ |
| 27 липня 2011   |         |              |
| Тор             | 2:0     | Вестманнаейя |
| 31 липня 2011   |         |              |
| Болунгарвік (2) | 1:4     | КР           |

## Фінал
| 13 серпня 2011 19:00 (EEST) |

| Тор | 0:2      | КР                                       |
| --- | -------- | ---------------------------------------- |
|     | Протокол | Гудмундссон 45' (автогол) Сігурдссон 82' |

| Лаугардалсволлур, Рейк'явік Глядачів: 5 327 Арбітр: Валгейр Валгейрссон |